# Kajak

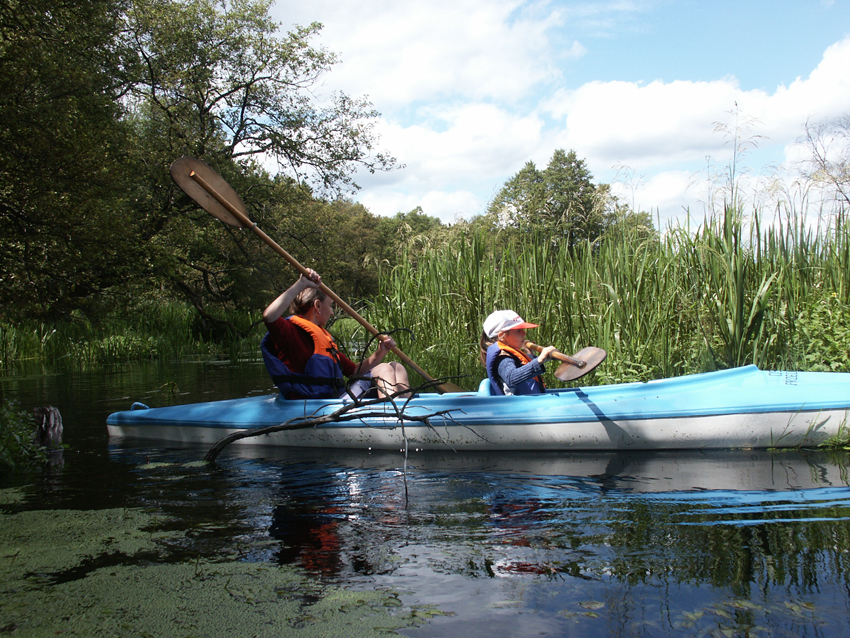
En tvåpersoners faltkajak

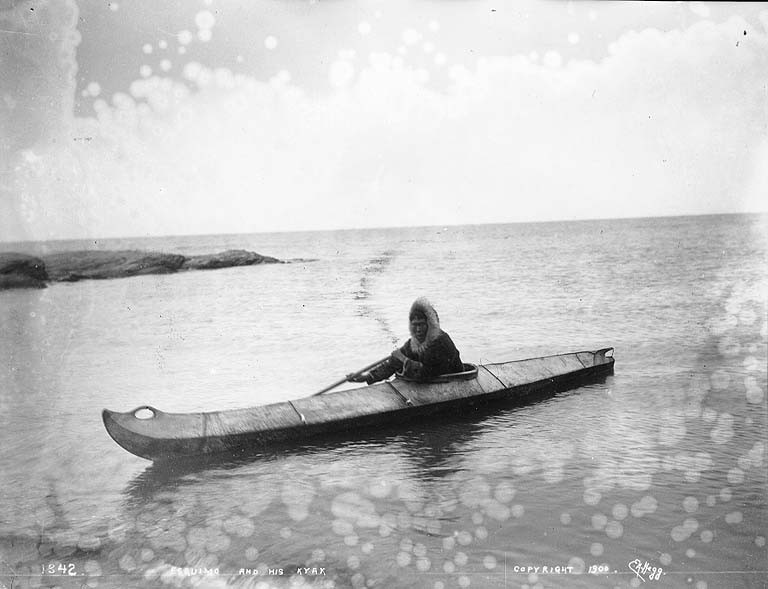
Kajaker utvecklades ursprungligen av inuiter, yup'iker- och aleuter.

En kajak är ett slags täckt kanot med en eller flera sittbrunnar. K1, K2 och K4 är hur många som kan sitta i just den kanoten. Kajaker utvecklades ursprungligen av inuiter, yup'iker- och aleuter  på Nordkalotten: Alaska, Kanada, Grönland och Sibirien, där de har använts för jakt och fiske i tusentals år. Ordet "kajak" betyder på inuktitut "farkost för män". Inuiterna hade även en större öppen båt, umiak.
En kajak skiljer sig från en kanadensare mest genom sättet att sitta. I en kajak sitter man på en sits i botten av kajaken, med benen utsträckta framför sig. Kajaken framförs och manövreras med en paddel som har två blad, ett i varje ände. Många kajaker har också ett roder som manövreras med fötterna. För att slippa skvätta in vatten i kajaken kan man täcka över sittbrunnen med ett kapell som tätar runt midjan på paddlaren och runt sittbrunnssargen. Kajaken är mer lämpad för hav och öppet vatten än den vindkänsliga kanadensaren. De flesta kajaker har ett fast däck, medan kanadensare normalt är öppna. För att göra kajaken osänkbar är den ofta konstruerad med inbyggda luftkammare i form av förvaringsutrymme med vattentäta luckor eller med särskilda flytkroppar.
Kajaker tillverkas numera vanligen i glasfiberarmerad plast, kolfiber eller polyeten,  men det finns även mer traditionellt byggda kajaker med en stomme av trä- eller aluminiumdelar och ett hölje som kan bestå av trä, lin- eller bomullsduk, PVC eller gummi. Det finns också hemmabyggare, som utgår ifrån färdiga byggsatser, ritningar eller sina kroppsmått. En variant är den hopfällbara faltkajaken, som har en ram av trä, glasfiber, kolfiber eller metall (eller en blandning av metall och plast eller trä) och har en "hud" av vattentät väv, oftast av PVC eller hypalon. Faltkajaker har flera gånger används för färder över Atlanten, och kan med utriggare användas för segling.
Kajaker används både för friluftsliv och för tävling. Man tävlar i hastighetstävlingar (sprint och maraton) med smala ranka kajaker som kallas K1, K2 eller K4 efter antalet paddlare, i strömmande vatten med korta lättmanövrerade kajaker (fors, slalom, störtlopp) freestylekajak och i kajakpolo. Även för långfärds- och havskajaker finns det tävlingar som går i skärgård eller öppet hav.
På senare år har surfski, en öppen, självlänsande kajak för havsbruk, vunnit i popularitet.

## Kajakpaddling

### Paddelutbildning
Bland annat Friluftsfrämjandet har en verksamhet med utbildade instruktörer och paddelledare.
Nordisk instruktörslicens är annan organisation som licensierar kajakinstruktörer. Det finns två nivåer hjälpinstruktör och instruktör. Examinatörer utses internt. 
Organisationen startades av Håkan Jernehov och Stefan Jönsson 1993. De har länge varit kajakintresserade och har varit instruktörer i flera år.
Att rulla runt en kajak genom att sitta kvar i den och vända upp igen genom ett paddeltag kallas för roll eller eskimåsväng. 
Lågt stöd används för att hålla balansen vid kajakpaddling. Det gör man genom att trycka ifrån med paddelbladets konvexa sida mot vattenytan. Lågt stöd kan exempelvis användas för att förhindra kantring (kajaken slår runt). När man använder lågt stöd ska man tänka på att dra upp paddeln snett framåt, vinkla upp armbågarna och ha raka handleder. Om man vill ta sig upp från ett lågt stöd kan man göra en höftknyck. 

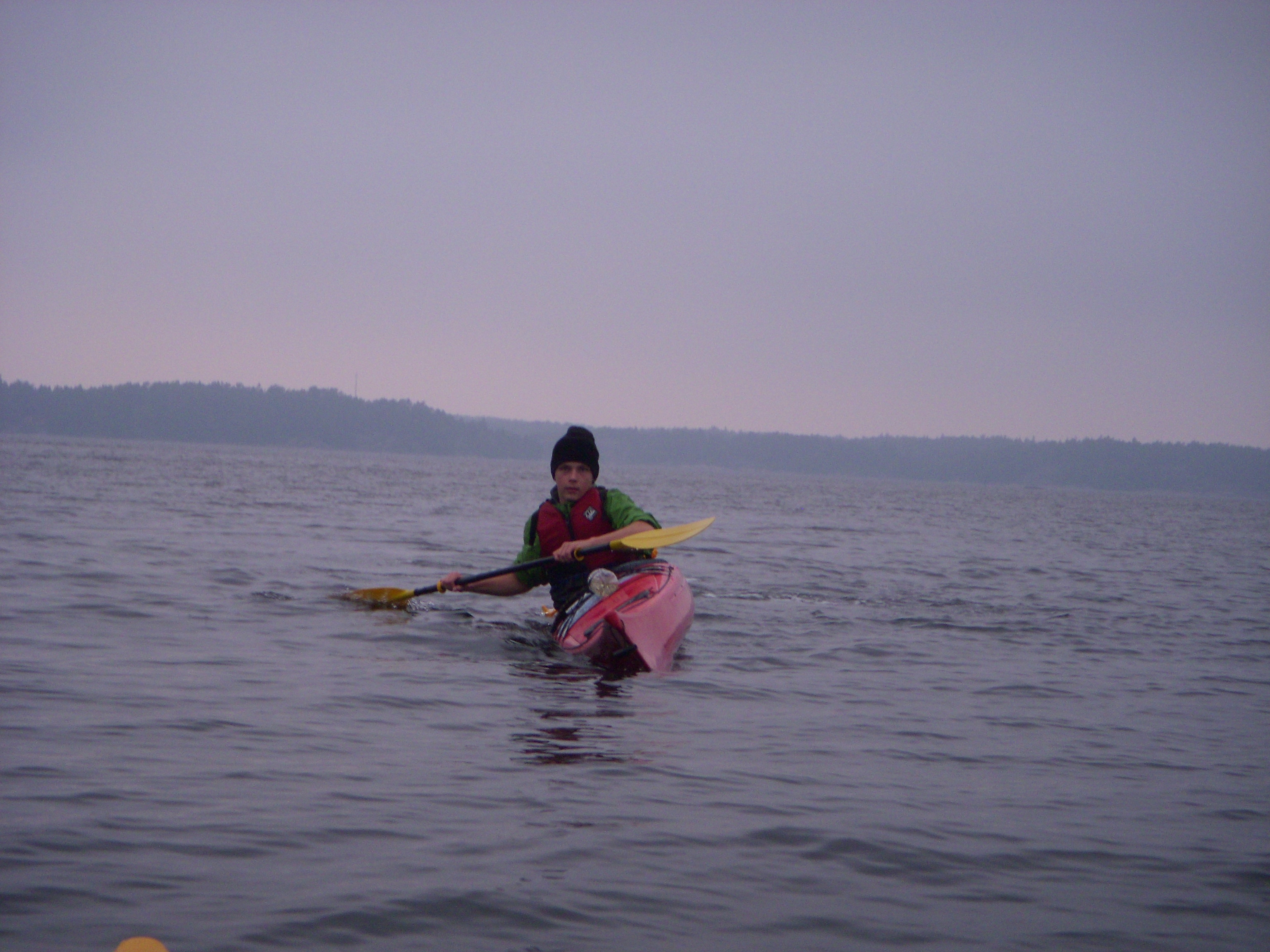
Så här kan det se ut när man kantar.

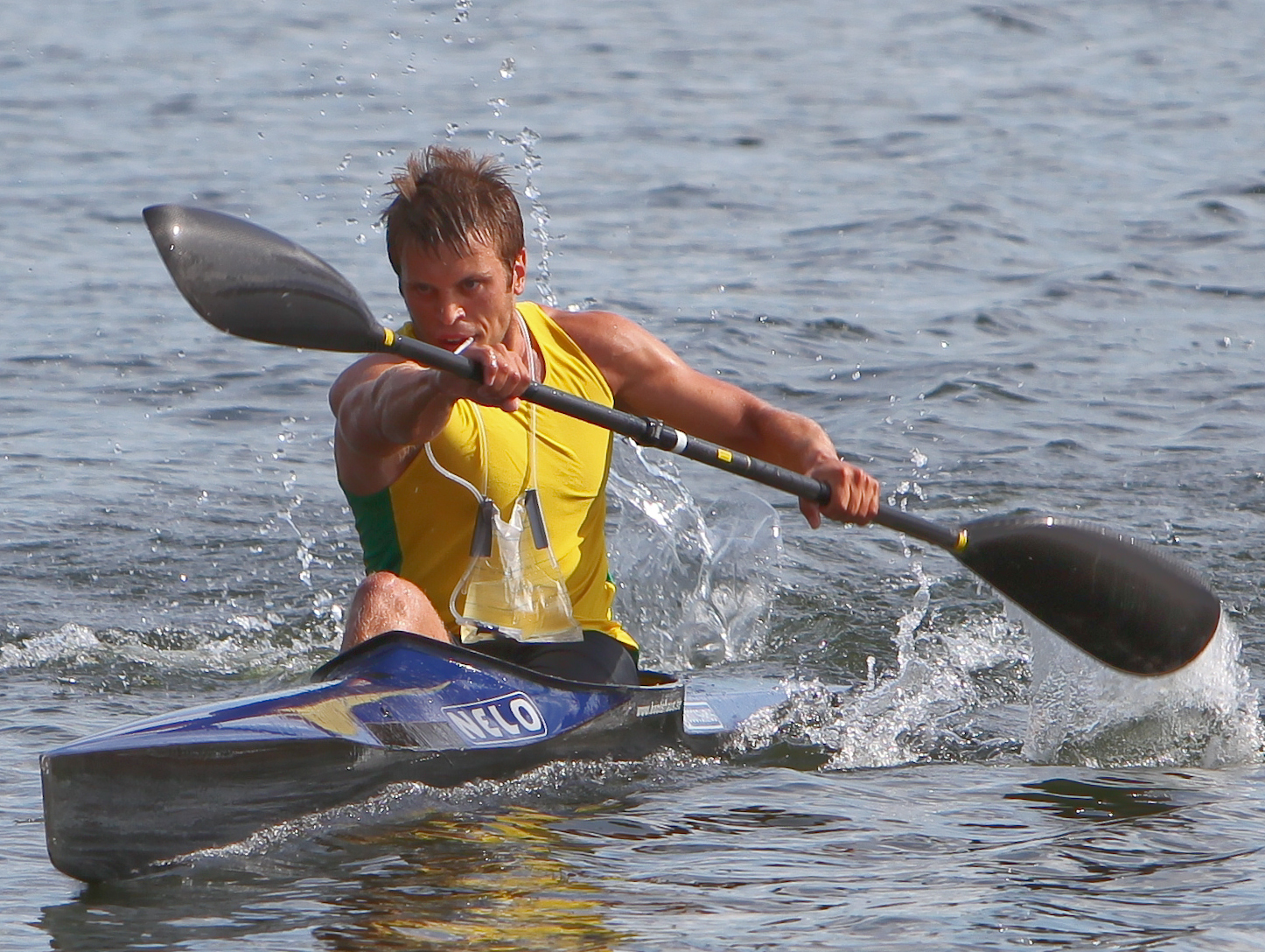
Björn Granstedt, svensk mästare i kajak 2009

### Kantning
Kantning är ett sätt att svänga kajaken genom att luta kajaken så den ligger på sin kant i vattnet. När man kantar en kajak som glider genom vattnet med fart medför detta att kajaken svänger, i och med skrovets utformning. Om man lutar kajaken åt vänster kommer den att svänga höger och vice versa på grund av den svaga U-formen i skrovet. Detta används dels för att svänga utan att använda onödiga paddeltag, och dels för att hålla en rak kurs. Om man paddlar med sidovind från vänster kommer kajaken vilja styra åt vänster, upp mot vinden. Genom att kanta kajaken svagt åt vänster går det bibehålla en rak kurs.

#### Fysiken bakom kantning
När man kantar en kajak är det viktigt att man har bra balans så man inte välter. Det lättaste sättet att uppnå detta är att man, samtidigt som man kantar kajaken med hjälp av höfterna, pressar upp samma knä som hållet man ska svänga åt mot däckets insida. Det vill säga att om man ska svänga höger pressar man höger knä mot däckets insida. Det är också väldigt viktigt att man sträcker på det andra benet. Om detta utförs på rätt sätt kommer kajaken börja svänga.

### Bogsersystem
Ett bogseringssystem används vid turpaddling med kajak när en deltagare inte längre kan paddla med hjälp av egen kraft. Till exempel då man tröttnat eller skadat sig.
Ett bogsersystem består av en behållare där linan förvaras. Linan fästs på den bogserade kajaken med hjälp av en karbinhake i de främre statiska däckslinorna. Behållaren sitter fast på ett bälte som sedan fästs på kroppen. Bältet ska snabbt kunna utlösas vid nödfall till exempel om en annan båt kommer mellan de båda kajakerna, så att man inte riskerar skador om någon kör på bogserlinan.
Linan ska vara cirka 12 m, den ska flyta, gärna vara färgglad och dynamisk i änden närmast kroppen för att minska eventuella ryck. Den ska helst inte vara en rem, eftersom den då inte skär genom vattnet, vilket resulterar i att det då blir mer motstånd, alltså trögare bogsering. 
Ett komplement till bogseringssystemet är en "cowtail" som är en kortare variant (ca 70 cm) av bogseringslina som används vid nödsituationer, då det inte finns tid att rulla ut en 12 m lång lina. Den kan också användas för att fästa paddeln så att den inte flyter i väg.